# ガライ・ヤーノシュ (フェンシング選手)
ガライ・ヤーノシュ（Garay János 1889年2月23日 - 1945年3月5日）は、ハンガリーブダペスト出身のフェンシング選手、ホロコースト犠牲者。
1920年代の世界的なフェンシング選手の1人で、1924年のパリオリンピックのサーブル個人で銅メダル、サーブル団体で銀メダルを獲得、1925年のヨーロッパ選手権（フェンシング世界選手権の前身）のサーブル個人では優勝した。1928年のアムステルダムオリンピックのサーブル団体で金メダルを獲得、1930年のヨーロッパ選手権でも団体で優勝した。
ユダヤ人であった彼はオーストリアのマウトハウゼン強制収容所に入れられ、第二次世界大戦でドイツが降伏する直前の1945年3月7日、殺された。
1990年、イスラエルのネタニヤにある国際ユダヤ人スポーツ殿堂に選ばれた。